# Эрве I (виконт Леона)
Эрве I (II) ле Бретон  (фр. Herve Ier le Breton, брет. Hoarvei Iañ le Breton; умер в 1168) — виконт Леона с 1103, граф Уилтшир с 1140, первый достоврено известный представитель дома де Леон, один из участников гражданской войны в Англии 1135—1154 гг..

## Биография
После смерти Гиомара II, виконтом Леона стал, вероятно, его родственник Эрве, однако степень их родства точно не установлена. Во время своего правления Эрве пытался отстоять  независимость де-факто виконтства Леон, освободив его из под власти основного сюзерена, герцогства Бретань, а также от влияния королей Англии.
В начале своего царствования он отказался от приглашения Генриха I в Англию, который хотел сделать Эрве членом суда.  Однако позднее, в 1139 году, Эрве отправился в Англию для того, чтобы поддержать короля Стефана во время гражданской войны с императрицей Матильдой, заявив, однако, что он будет действовать по собственной инициативе, а не по принуждению короля. В награду за верность Стефану, который в то время был в безопасности, Эрве получил графство Уилтшир, и уже в том же году женился на внебрачной дочери короля. Он поддержал попытку Англии увеличить значимость независимого аббатства Берне в Нормандии, что было не напрасно. В 1141 году враги Стефана вторглись во владения Эрве, после чего он потерял свои земли в Англии и был вынужден возвратиться в Бретань вместе со своей женой. Изгнанию Эрве, возможно, способствовало происхождение его жены.
Будучи пожилым человеком, в 1167 году Эрве поднял восстание вместе с виконтом де Пороэт Эдом II, виконтом де Туар Жоффруа IV и молчаливой поддержкой короля Франции Людовика VII.
После переговоров с Людовиком король Англии Генрих II Плантагенет возглавил кампанию против виконтства Леон. В августе 1167 года, сын Эрве Гиомар III потерпел поражение и был захвачен в плен, в то время как главные замки Эрве и его сына были разрушены. Эрве умер вскоре после этого, в 1168 году.

## Брак и дети
Жена: NN де Блуа, вероятно внебрачная дочь короля Англии Стефана. Дети:
- Гиомар III (ум. 1179), виконт Леона с 1168
- Аймон (уб. 25 июля 1171), епископ Леона